# 子变韵
子变韵，指汉语方言中通过韵母变化来表示相当于北京话子尾小称词语的韵母形式:121。例如河南获嘉方言中“孩”字读[xai31]；其子变韵形式是[xio31]，表“孩子”义:121。
有这种变韵的方言一般就不再有通常的“子”尾，因此人们倾向于把它看成是一种和儿化韵相似的变韵，是由“子”尾参与、采取和儿化韵相同的生成方式（合音）构成的，所以叫“子变韵”。部分学者认为难以肯定其中的构形语素是不是一定是“子”，故又称为Z变韵:136。
子变韵多分布在山西、河南两省，以山西南部和河南北部较为集中:135，大部分在晋语区，其次是中原官话区:402。

## 合音形式
子变韵中“子”尾和前一语素合音的方式可以分为三种类型。
- 拼合型：“子”尾和前一语素的韵母合音成子变韵，“子”尾处于韵尾位置，可以在语音上和韵腹元音区别开来。如闻喜方言：
  - 杯[⊂pi31]+子[u]>杯子[piːəu241]
  - 袜[va⊃53]+子[u]>袜子[vaːu551]
  - 疯[⊂fʌŋ31]+子[u]>疯子[fʌ̃ːu241]
- 融合型：“子”尾（通常是[u]类）和前一语素的韵母合音后成为另一种形式的韵母，“子”尾在其中无法分辨出来。如阳城方言：
  - 娃[⊂va]>娃子[⊂vɔː]
  - 把[pa⊃]>（刀）把子[pɔː⊃]
- 长音型：“子”尾音节的声韵调都消失，但音长保留，融入前一音节，生成一个长音节的子变韵。如夏县方言：
  - 梯[⊂tʰi53]>梯子[⊂tʰiː53]
  - 蚊[⊆vẽĩ31]>蚊子[⊆vẽːĩ31]

上述不同类型常常数种同时出现在一个方言中，很少方言的子变韵只有一种类型:139。有的词的子变韵同时兼有几种类型，如上文中拼合型的例子，实际也兼有长音型。
不同类型的合音形式可能可以相互转化，代表不同的历史层次。王福堂假设不同类型的子变韵的转化有下列途径（以[aːu]为例）:140-141：
- [aːu]>[aː]>（[a]）
  - （下）巴子[paːu]（闻喜）>麻子[maː]（临猗）
- [aːu]>[ɔː]>[ɔ]
  - （下）巴子[paːu]（闻喜）>（刀）把子[pɔː]（阳城）>（锅圪）巴子[pɔ]（获嘉）
- [aːu]>[au]>[ɔ]
  - （下）巴子[paːu]（闻喜）>（鞋）拔子[pau]（郑州）>（锅圪）巴子[pɔ]（获嘉）

子变韵类型的转化遵循一定的途径，因此从方言中子变韵具有的类型可以判断它们在发展进程中所处的阶段。比如具有长音型子变韵的方言，其子变韵发展可能还在前期；而只有非长音型融合型子变韵的方言，其子变韵的发展则可能已到后期:141。

## 历史层次
大多数方言的子变韵不是在今音平面上变来的，而是在历史上形成的。变音形成一个独立的系统后，基本韵母和子变韵系统的演变方向、速度可能并不同步。因此不能机械地拿共时的基本韵母和子变韵进行对应，从而认为子变韵就是在今基本韵母的基础上直接变来的:404。
如河南获嘉方言中“孩”[xai31]的子变韵形式为“孩子”[xio31]，合音形式与上述三种类型相差很大。有学者分析认为，蟹摄开口一二等字（包括“孩”）韵母在山西一些地区的方言中发展较快，经历了[ai]（获嘉，北京）>[æ]（长治）>[ɛ]（沁县）>[ᴇ]（黎城、晋城）>[ie]（离石）的过程，[io]的子变韵形式正可以和[iɛ]（闻喜）、[ie]（离石）相对应；而明代大量山西移民进入豫北地区，子变韵系统及其读音也随之进入河南地区，因此由原来山西方言基本韵母生成的子变韵合音和后来的中原官话的基本韵母不相对应:144、145、151。

## 发展演变
子变韵的发展是不平衡的，有的正在生成的过程之中，有的处在兴旺阶段，有的则已处于衰减阶段:404。
在有些方言中，子变韵正处于生成的过程之中。如原平方言中，“子”尾大多数情况下是自成音节的[ǝ]。如果前字韵母是低元音的[a]、[ia]、[ua]、[aʔ]、[iaʔ]、[uaʔ]，则合音产生子变韵。
晋南、豫北的一些方言里，子变韵正处于兴旺的阶段。如晋南的闻喜、夏县、临猗、平陆，晋中的和顺，豫北的获嘉、济源、长垣等，子变韵数量多，系统完整，语法意义明确：如闻喜方言36个韵母中有29个有子变韵，临猗方言40个韵母中有36个有子变韵，运城三里路话40个韵母可以产生38个子变韵:147。
晋东南和河南中部的一些方言里，子变韵数量则有了明显的归并，如郑州话42个基本韵母，只有两组8个子变韵:148。
河南中部某些方言中的子变韵已经成为残余现象。如舞阳方言中，子变词很少，表小称的意义也不明确，本地人把它们看成是单字的另一读音:148。